# تلافی (حقوق بین‌الملل)
«تلافی» یا «معامله بالمثل» انگلیسی: Reprisal در روابط بین‌الملل٫ تخطی محدود از حقوق بین‌الملل به جهت انتقام از کشوری (صاحب حق حاکمیت) است که قبلاً خود از قوانین بین‌الملل تخطی کرده‌است.

این اصطلاح مندرج در قانون برخوردهای مسلحانه است و از اعمال غیرقانونی و مضر یک کشور علیه کشور دیگر به منظور تلافی کردن اعمال غیرقانونی کشور دوم در حق کشور اول حمایت می‌کند. معمولاً کشورها با گرفتن انتقام و اعمال تلافی جویانه‌شان می‌خواهند از تعدی‌های بیشتر کشور دیگر جلوگیری به عمل آورند.

## چارچوب قانونی
در قانون بین‌المللی اعمال تلافی جویانه که به منظور مجبور کردن کشور آغازکنندهٔ تخلف، به تن دادن به صلح و مسالمت صورت می‌گیرد مجاز است. در دکترین کلاسیک، باید اعمال تلافی جویانه مسبوق به هشدار باشد تا کشور متخلف بتواند رفتارش را تغییر دهد. در معنی سیاسی تلافی یکی از وسایلی است که دولت‌ها برای مجبور کردن طرف به حل مسالمت‌آمیز اختلافات به آن متوسل می‌شوند. در این حالت هر دولت روش‌ها و اعمال ممکن را برای وادار کردن طرف به تسلیم شدن به نظر خود به کار می‌برد.